# Jarabacoa Fútbol Club
Jarabacoa FC es un club de fútbol profesional de la República Dominicana ubicado en la ciudad de Jarabacoa, Provincia de La Vega. El club fue fundado en el año 1986 y actualmente participa en la Liga Dominicana de Fútbol.

## Palmarés

### Títulos nacionales
- Liga Mayor de República Dominicana (2)

2001-02, 2002-03
- Liga Dominicana de Fútbol Serie B (2)

2005, 2018

## Jugadores notables
La siguiente es una lista de los jugadores más notables que han jugado en el club.
| - Óscar Mejía |

## Entrenadores
| Entrenador       | Período       |
| ---------------- | ------------- |
| Luis Seara       | 2018          |
| Pedro Estévez    | 2018 - 2020   |
| Wilkenson Pierre | 2021          |
| Ramón Calderé    | 2022          |
| Hiram Apaiz      | 2023          |
| Wilkenson Pierre | 2023-presente |